# 红毛里白
红毛里白（学名：Hicriopteris rufopilosa），为里白科里白属下的一个植物种。